# Idelta Maria Rodrigues

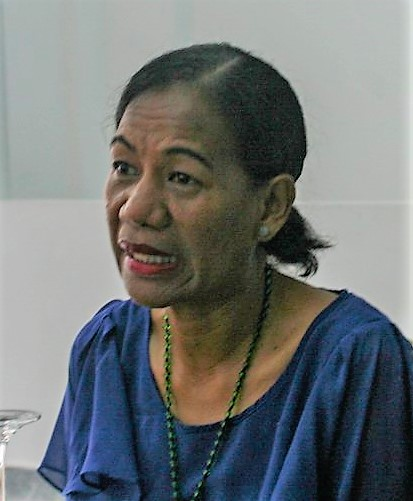
Idelta Maria Rodrigues (2019)

Idelta Maria Rodrigues (* 1. März 1973) ist eine Politikerin aus Osttimor. Sie ist Mitglied der Partei Congresso Nacional da Reconstrução Timorense (CNRT).

## Politischer Werdegang
Bei den Parlamentswahlen in Osttimor 2007 wurde sie über die Parteiliste des CNRT in das Nationalparlament Osttimors gewählt, musste allerdings auf den Sitz verzichten, da sie als Staatssekretärin für Gleichstellung in das Kabinett berufen wurde. Nach den Neuwahlen 2012 wurde sie in der V. konstitutionelle Regierung zur Staatssekretärin für Förderung der Gleichstellung (SEPI) vereidigt. Mit der Regierungsumbildung vom 16. Februar 2015 schied Rodrigues aus dem Kabinett Osttimors aus.

## Sonstiges

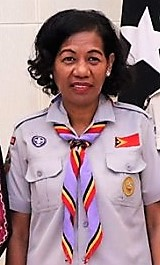
Idelta Maria Rodrigues in Pfadfinderkluft (2019)

Rodrigues führt einen Ingenieurstitel und ist seit 2011 Präsidentin der Pfadfindervereinigung von Osttimor (UNE-TL).